# (8077) Hoyle
(8077) Hoyle est un astéroïde de la ceinture principale.

## Description
(8077) Hoyle est un astéroïde de la ceinture principale. Il fut découvert le 12 janvier 1986 à la station Anderson Mesa par Edward L. G. Bowell. Il présente une orbite caractérisée par un demi-grand axe de 2,63 UA, une excentricité de 0,22 et une inclinaison de 17,3° par rapport à l'écliptique.